# رقص اوکراینی

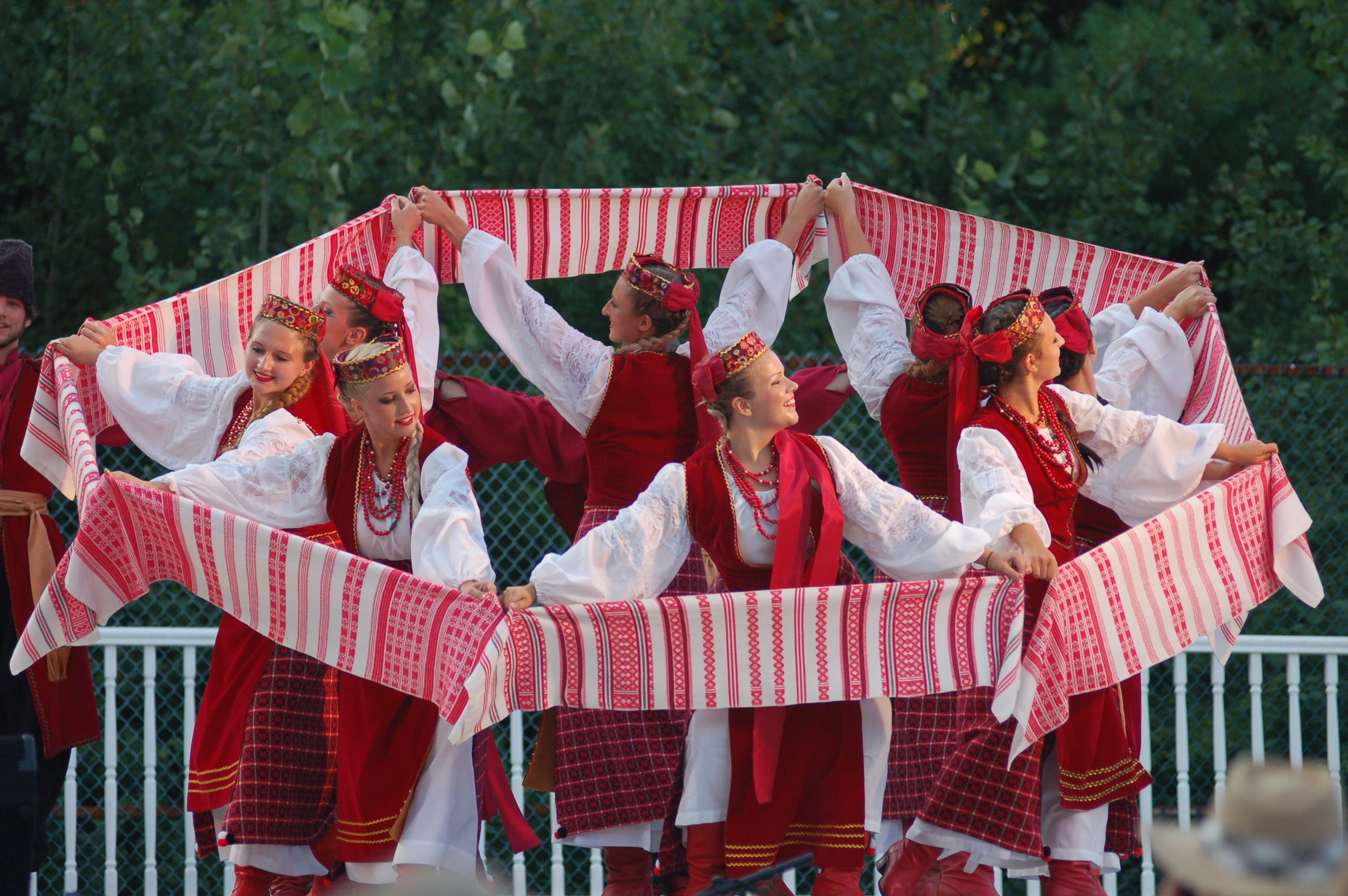
رقص اوکراینی

رقص اوکراینی (به انگلیسی: Dance in Ukraine) (به اوکراینی: Український тaнeць)، (نویسه‌گردانی به رومی: 'Ukrainian 'tanets) به رقص‌های فولکلور مردم اوکراین اشاره دارد.
این سبک هنری تلطیف شده در فرهنگ اوکراین چنان نفوذ کرده‌است که امروزه تعداد بسیار کمی از اشکال کاملاً سنتی رقص اوکراین باقی مانده‌است.
رقص اوکراینی اغلب پرانرژی، سریع و سرگرم‌کننده توصیف می‌شود و نمونه مشخص از فرهنگ اوکراین است که بلافاصله در سراسر جهان شناخته شده و بسیار مورد توجه قرار می‌گیرد.
رقص فولکلور خانگی یک رقص فولکلور است که در قلمرو خاصی ظاهر می‌شود و برای یک منطقه و ملت خاص سنتی خاص دارد: حرکات، ریتم‌ها، لباس‌ها و غیره.
یک رقص-صحنۀ فولکلور که توسط یک طراح رقص در یک گروه حرفه‌ای یا آماتور برای اجرای روی صحنه اجرا می‌شود، ممکن است اوکراینی باشد، اما دیگر یک رقص فولکلور روزمره نیست.
گونه‌های اصلی رقص فولکلور اوکراین، به عنوان یکی از قدیمی‌ترین انواع هنر رقص فولکلور شامل: رقص دوار یا رقص دایره‌وار است که اجرای آن با آیین‌های سالنما مرتبط است، و رقص‌های روزمره، که شامل: متلیتسا (Metelitsa)، هوپاک، کوزاچوک (Kozachok)، هوتسولکا (Hutsulka)، کولومیکا، کوادریل (چهارگوش) و رقص پولکا است.

## تاریخ پیشامدرن
با بررسی نقوش در حال حرکت که روی ظروف سفالی تریپیلیان به تصویر کشیده شده‌اند، می‌توان گفت که حداقل از هزارهٔ سوم پیش از میلاد رقص در سرزمین‌های اوکراین امروزی اجرا می‌شده‌است. فرض بر این است که تا زمان معرفی مسیحیت در روس کی‌یف در سال ۹۸۸ میلادی، رقص یک کارکرد آیینی بسیار مهم در سرزمین‌های اوکراین امروزی داشته‌است. آیین‌های پیش از مسیحیت رقص را با موسیقی، شعر و ترانه ترکیب می‌کردند. بقایای این رقص‌های آیینی اوبریادووی تانتسی (به اوکراینی: oбpядовi танці) (رقص ناهار)؛ همچنین خُرُوود [نوعی رقص دایره‌وار] را ببینید)، همچنین رقص‌های بهاری یا وسنیانکی نیز هستند که به نام‌های: هاهیلکی، هایلکی، هاییوکی، یاهیلکی یا روهولکی نیز شناخته می‌شوند و امروزه به شکل محدود باقی مانده‌اند. یکی دیگر از رویدادهای فصلی با رقص، جشنوارهٔ سالانهٔ پیش از برداشت محصول کوپالا بود که تا به امروز موضوع مورد علاقهٔ طراحان رقص اوکراینی است.
این رقص‌های آیینی مذهبی پیش از معرفی مسیحیت به شدت در فرهنگ مردم ریشه دوانده بودند، به طوری که مبلغان مسیحی به جای تلاش برای حذف آن‌ها، مضامین مسیحی را در ترانه‌ها و اشعار همراه با رقص وارد کردند. دین خود را گسترش دادند و همچنین گام‌های هزار ساله و گونه‌های طراحی رقص را قادر ساختند که نسل به نسل منتقل شوند.
تقریباً در زمان قیام‌های کازاک در اوکراین، رقص‌های اجتماعی در میان مردم بومی سرزمین‌های اوکراین امروزی محبوبیت بیشتری پیدا کرد. رقص‌های اجتماعی اوکراینی یا پوبوتُوی تانتسی (به اوکراینی: Побyтовi танці) را می‌توان با دو ویژگی از رقص‌های آیینی پیشین اوکراین متمایز کرد: رواج همراهی موسیقی بدون ترانه، و افزایش حضور بداهه‌پردازی. هوپاک و کوزاچوک اولیه به عنوان رقص اجتماعی در نواحی اطراف رودخانهٔ دنیپر توسعه یافتند، در حالی که هوتسولکا و کولومیکا در کوه‌های کارپات در غرب سر برآوردند. در نهایت، رقص‌های اجتماعی خارجی مانند پولکا و کوادریل (چهارگوش) نیز محبوبیت پیدا کردند و پس از اجرای رقصندگان بومی و نوازندگانی که استعداد بداهه‌پردازی داشتند، تغییرات متمایزی توسعه یافتند.
سومین نوع اصلی رقص فولکلور اوکراینی که پیش از دوران مدرن توسعه یافت، رقص‌های سیوژتنی تانتسی (به اوکراینی: Cюжетнi танці) موضوعی یا داستانی بود. رقص‌های داستانی سطح پیچیده‌ای از پانتومیم و حرکات را در بر می‌گرفت که مخاطبان را سرگرم می‌کرد. رقص‌های داستانی، راوی گروه خاصی از مردم، از طریق حرکاتی که رفتار آن‌ها را تقلید می‌کرد، بود. چنین رقص‌هایی شامل: شِوِچیکی (به اوکراینی: Шевчики)، «خیاطان»، کوالی (به اوکراینی: Koвaлi)، «آهنگران» و کوساری (به اوکراینی: Kocaрi)، «دروگران» بودند.
در آغاز قرن هجدهم، اجرای بسیاری از این رقص‌های سنتی آغاز شد، یا با اشارهٔ موضوعی به واسطهٔ تجارت نمایشی شکوفا گردید. تئاترهای دهقانی یا رعیتی، مردمان بومی تحت انقیاد اوکراین امروزی را سرگرم می‌کردند، که همچنان به طبقات اجتماعی پایین در سرزمین‌های خود تنزل داده می‌شدند، در حالی که حاکمان خارجی آن‌ها اغلب در مقایسه، مجلل زندگی می‌کردند و سرگرمی‌های خارجی و رقص‌هایشان را وارد می‌کردند. در چنین شرایطی است که رقص‌های فولکلور اوکراینی که آرمان‌های یک جامعهٔ کشاورزی را به تصویر می‌کشیدند، به روی صحنه رفتند و محبوبیت بیشتری در بین مردم بومی به دست آوردند، که بیشتر تئاتر را به شغلی پر رونق تبدیل کرد.

## تاریخ مدرن

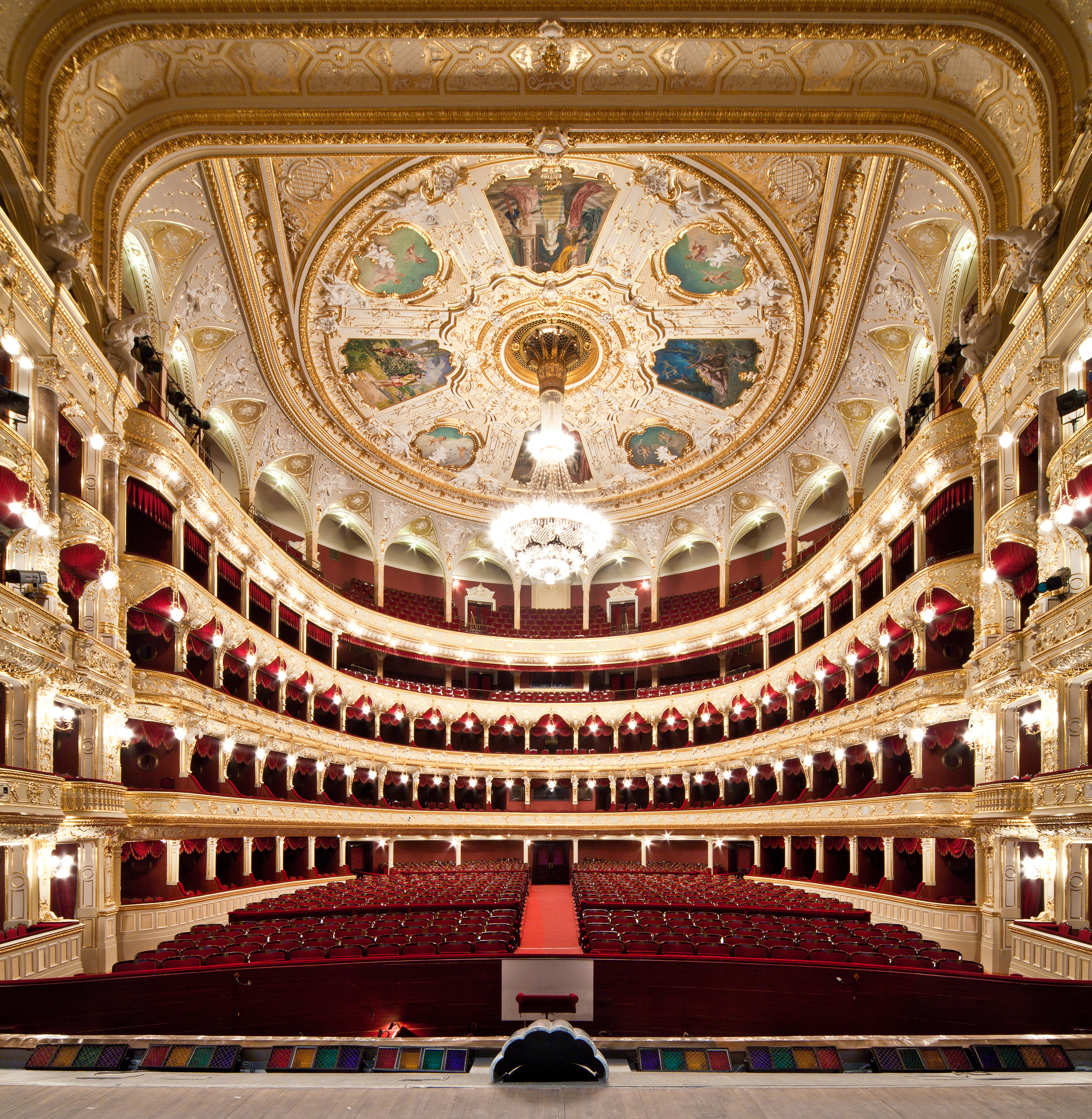
اپرا و تماشاخانۀ بالۀ اودسا

رقص فولکلور-صحنۀ اوکراینی در مرحله اول مسیر تبدیل شدن به تجسم کنونی خود را ابتدا از طریق آثار واسیل ورخوینتس (متولد ۱۸۸۰ میلادی، با نام‌خانوادگی اصلی: کوستیو)، بازیگر، رهبر گروه و موسیقی‌شناس آماتور آغاز کرد. ورخوینتس سطح حرفه‌ای آموزش در هنر را به عنوان عضوی از گروه تئاتر مایکولا سادوفسکی کسب کرده بود، که خود سطح برجسته‌ای از رقص فولکلور را در تولید درام‌های خود بر اساس مضامین عامیانۀ اوکراینی گنجانده بود. در حین سفر با گروه تئاتر در اوکراین مرکزی، ورخوینتس هر زمان که می‌توانست، از روستاهای اطراف شهرهایی که در آن‌ها اجرا داشتند، بازدید می‌کرد تا در مورد رقص‌های سنتی روستاها یاد بگیرد و آثار آن‌ها را ضبط کند. کتاب برجستۀ او که بر اساس این تحقیق استوار است، نظریۀ رقص فولکلور اوکراین (به اوکراینی: Teopiя Українського Hapoднoго Taнкa) (۱۹۱۹ میلادی)، برای اولین بار مراحل و اصطلاحات مختلف را که اکنون توسط همۀ دانشجویان معاصر رقص اوکراینی به رسمیت شناخته شده‌ است، گردآوری کرد. همچنین ماهیت رقص فولکلور اوکراین را با برپایی رقص روی صحنه (با نشستن تماشاگران در جلو، دو بال و یک پس‌زمینه) تغییر داد و روشی برای آوانویسی رقص‌های فولکلور ارائه کرد که بعداً در سراسر جهان مورد استفاده قرار گرفت. کتاب او که بعدها در سراسر اتحاد جماهیر شوروی مورد استفاده قرار گرفت؛ از آن زمان تاکنون پنج بار تجدید چاپ شده است (آخرین بار در سال ۱۹۹۰ میلادی) و به عنوان یک متن آموزشی پایه برای رقص اوکراینی باقی‌مانده است.
تاریخچۀ رقص اوکراینی در این مرحله از حرفۀ واسیل ورخوینتس متفاوت است. به دلیل عواقب پس از انقلاب روسیه، به‌ طور همزمان هم در اوکراین و هم در خارج از پردۀ آهنین برای بیش از ۴۰ سال رقص اوکراینی توسعه یافت. در اوکراین، ورخوینتس همچنان درگیر آموزش نسل بعدی رقصندگان بود، در حالی که در خارج از اوکراین واسیل آورامنکو، بر اساس آثار ورخوینتس، شکلی هنری را در دیاسپورای اوکراینی توسعه می‌داد.

### توسعه در اوکراین
طراحان رقص کلاسیک در اوکراین شروع به روی آوردن به واسیل ورخوینتس به دلیل تخصص او در استفاده از نقوش عامیانۀ بسیار محبوب در آثارش کردند. علاوه بر نام‌های معتبری مانند: لیتویننکو و لئونید ژوکوف، طراحان رقص جوان‌تری مانند پاولو ویرسکی، میکولا بولوتوف، و هالینا بریوزوا با گام‌ها و فُرم‌های فولکلور طراحی رقص می‌کردند. در این دوره (بین جنگهای جهانی) هوپاک سه بخشی توسط ورخوینتس ساخته شد.

در سال ۱۹۳۷ میلادی، پاولو ویرسکی و میکولا بولوتوف، گروه رقص فولکلور دولتی اتحاد جماهیر شوروی اوکراین را با هدف ارتقاء رقص-صحنۀ فولکلور به بالاترین سطح هنری خود و تقویت آن به عنوان یک هنر صحنه‌ای قابل اجرا، تأسیس کردند. اگر چه این گروه در طول جنگ جهانی دوم منحل شد، اما لیدیا چرشنووا (که گروه آواز و رقص اوکراینی را در طول جنگ رهبری می‌کرد) در سال ۱۹۵۱ میلادی آن را مجدداً ایجاد کرد. پس از چند فصل کارگردانی توسط واختانگ ورونسکی در تئاتر اُپرای اودسا، پاولو ویرسکی از سال ۱۹۵۵ میلادی تا زمان مرگش در سال ۱۹۷۵ میلادی به عنوان مدیر هنری گروه رقص فولکلور دولتی جمهوری شوروی سوسیالیستی اوکراین بازگشت. در طول این دورۀ بیست ساله، پاولو ویرسکی خلاقیت فوق‌العاده ای را در طراحی رقص خود به نمایش گذاشت و رقص-صحنۀ فولکلور اوکراینی را به سطح شهرت جهانی رساند.

اجرای گروه رقص فولکلور اوکراینی پی. ویرسکی، اتحاد جماهیر شوروی

دیگر طراحان و شرکت‌های برجستۀ اوکراینی عبارتند از:
- گروه کُر مردمی اوکراین که در سال ۱۹۴۳ میلادی به سرپرستی هریهواری وریوکا در خارکوف تأسیس شد، شامل گروهی از رقصندگان به رهبری الکساندر دمیترنکو، لئونید کالینین و بعدها اُ. هومین بود.
- گروه آواز و رقص کُرنوهورا توسط یاروسلاو چوپرچوک در سال ۱۹۴۶ میلادی تأسیس شد و در سال ۱۹۵۶ میلادی به هالیچینا تغییر نام داد.
- گروه رقص دنیپروپترووسک قبل از جنگ جهانی دوم در دنیپروپترووسک تأسیس شد و تحت رهبری کیم واسیلنکو از سال ۱۹۴۷ میلادی شکوفا شد. واسیلنکو بارها دربارۀ موضوع رقص-صحنۀ فولکلور اوکراینی از جمله قاموس کلاسیک رقص-صحنۀ فولکلور اوکراینی نوشته است.
- گروه رقص یاتران در سال ۱۹۴۹ میلادی در کیرووهراد تأسیس شد و در سال ۱۹۵۷ میلادی با مدیریت آناتولی کریوخیژا شهرت زیادی به دست آورد.

### توسعه در آمریکای شمالی
مهاجران اوکراینی سنت‌های بومی خود را به سرزمین‌هایی که ساکن شدند، عمدتاً در کانادا، استرالیا، ایالات متحدۀ آمریکا و آمریکای جنوبی آوردند. اگر چه بسیاری از رقص‌های روستایی از این سفرها جان سالم به در برده بودند و جایگاه سنتی خود را در گردهمایی‌های اجتماعی حفظ کرده بودند (همان‌ گونه که در کتاب: رقص اجتماعی اوکراینی-کانادایی‌ها اثر: آندری ناهاچفسکی مستند شده‌ است). با این حال، از طریق کار واسیل آورامنکو بود که رقص اوکراینی جای پای خود را در غرب تثبیت کرد و به عنوان فرم هنری توسعه یافت.
واسیل آورامنکو (۱۹۸۱ – ۱۸۹۵ میلادی)، کار خود را به عنوان مربی رقص در یک اردوگاه لهستانی در سال ۱۹۲۱ میلادی آغاز کرد، او قبلاً هنرهای نمایشی را در کی‌یف خوانده بود، و بعداً با گروه مایکولا سادوفسکی، جایی که وی با واسیل ورخوینتس آشنا شد و آموزش دید، آغاز به همکاری کرد. پس از جنگ، آورامنکو به غرب اوکراین سفر کرد، اما در نهایت تصمیم گرفت تا رقص اوکراینی را در سراسر جهان گسترش دهد. پس از سفر از طریق لهستان، چکسلواکی و آلمان، آورامنکو در سال ۱۹۲۵ به کانادا رسید.
آورامنکو تقریباً بلافاصله پس از ورودش توانست با استخدام مهاجران محلی در کانادا یک گروه رقص ایجاد کند. شور و شوق تبلیغی او به زودی باعث گسترش مجموعه‌ای از مدارس رقص در سراسر کانادا شد، از جمله شهرهای تورنتو، کلگری، اوشاوا، همیلتون، فورت ویلیام، پورت آرتور، کنورا، وینیپگ، ادمونتون، یورکتون، رجاینا، وگرویل، کنورا، دافین، وینزر، و بسیاری دیگر.
سرانجام، آورامنکو مدارسی را در ایالات متحدۀ آمریکا تأسیس کرد، از جمله نیویورک، فیلادلفیا، دیترویت، کلیولند، یوتیکا، یانکرز، بوفالو، بوستون و دیگران.
آورامنکو بسیاری از گروه‌های رقص اوکراینی را در زمان زندگی خود ایجاد کرد. او که طبیعتاً یک کوچ نشین بود، اغلب تنها ۲ تا ۳ ماه در یک منطقه می‌ماند، یا تقریباً به همان اندازه که طول می‌کشید تا کل مجموعۀ رقص‌های خود را به گروه جدیدی از دانش آموزان آموزش دهد. هنگامی که او سرانجام شهری را ترک می‌کرد، یک رهبر را برای ادامۀ آموزش رقص‌ها منصوب می‌کرد. بسیاری از این رهبران منصوب بعداً گروه‌های رقص اوکراینی خود را ایجاد کردند. یکی از این رهبران چستر کوک بود که در سال ۱۹۵۹ میلادی اولین مدیر هنری رقصندگان شومکا اوکراینی شد و در سال ۱۹۶۹ میلادی شرکت رقص اوکراینی چرموش را در ادمونتون تأسیس کرد. واسیل آورامنکو به دلیل این رویکرد «جانی اپلسید»وارانه به هنر خود، در جوامع اوکراینی دور از وطن به عنوان «پدر رقص اوکراینی» شناخته می‌شود و به گسترانندۀ این رقص اوکراینی در سراسر جهان نسبت داده می‌شود.
شاگردان آورامنکو به بسیاری از مناطق آمریکای شمالی سفر کردند و در مکان‌های مهمی مانند نمایشگاه جهانی و کاخ سفید با استقبال زیادی روبرو شدند. او حتی یک بار بیش از ۵۰۰ رقصنده را جمع کرد تا در یک شب مجلل رقص اوکراینی که در خانۀ اُپرای متروپولیتن نیویورک در سال ۱۹۳۱ میلادی اجرا شد، با او روی صحنه ظاهر شوند. آورامنکو در نهایت به سمت تولید فیلم در ایالات متحدۀ آمریکا رفت و نسخه‌های سینمایی اُپرای اوکراینی ناتالکا پولتاوکا و کازاک‌ها در تبعید؛ و همچنین دیگر درام‌های اوکراینی، با بازی مهاجران اوکراینی و البته همیشه با برجسته‌سازی رقص اوکراینی، را تولید کرد.
در سال ۱۹۷۸ میلادی، کارگاه رقص اوکراینی توسط چندین معلم برجستۀ رقص اوکراینی در آمریکای شمالی از جمله روما پریما-بوهاچفسکی در نیویورک آغاز شد. پریما-بوهاچفسکی که در لویو، وین، و بعداً وینیپگ آموزش دیده بود، قبل از اقامت در ایالات متحدۀ آمریکا و تبدیل شدن به پرکارترین طراح رقص و مدرس رقص-صحنۀ فولکلور اوکراینی، در سراسر جهان سفر کرده بود. برای بیش از بیست و پنج سال، مدیریت او در کارگاه رقص اوکراین، و گروه رقص اوکراینی سیزوکریلی، نه تنها برخی از بهترین رقصندگان اوکراینی آمریکای شمالی را آموزش داد، بلکه رقصندگان قدیمی را نیز جذب کرد. این مجموعۀ مستعد به پریما-بوهاچفسکی اجازه داد تا رقص‌های نوآورانه‌تری را امتحان کند و مضامین مدرن اوکراینی مانند قتل ولودیمیر ایواسیوک، نوازندۀ برجسته و فاجعۀ چرنوبیل را بازسازی کند. پریما-بوهاچفسکی پس از توسعۀ نسل بعدی مربیان رقص-صحنۀ فولکلور اوکراینی، تأسیس مدارس و مراکز آموزشی متعدد، طراحی رقص صدها رقص و آموزش هزاران دانش آموز، در سال ۲۰۰۴ میلادی درگذشت.

### توسعه در استرالیا
یکی از چهره‌های برجسته در آموزش رقص اوکراینی در استرالیا ولادیمیر کانیا بود که اولین گروه رقص بزرگسالان خود را در سال ۱۹۵۱ میلادی در پرت سازماندهی کرد و چندین دهه آن گروه و دیگر گروه‌ها را اداره کرد. کانیا در زادگاهش یاروسواو در رقص اوکراینی آموزش دیده بود.
یکی دیگر از مبتکران اولیه در استرالیا ناتالیا تیروسکی بود که در سال ۱۹۵۲ میلادی بالۀ ملی اوکراین (که بعداً به "وسلکا" تغییر نام داد) را در سیدنی تأسیس کرد. تیروسکی به‌ طور حرفه‌ای در اوکراین تحصیل و اجرا کرده بود و تقریباً پنجاه سال به تدریس رقص اوکراینی در استرالیا ادامه داد.
در دهه ۱۹۶۰ میلادی، واسیل آورامنکو از استرالیا دیدن کرد و موفقیت‌های مشابهی را در توسعۀ رقصندگان در قاره‌ای دیگر و ترویج سبک رقص-صحنۀ فولکلور اوکراینی که او و واسیل ورخوینتس پیشگام آن بودند، تجربه کرد. بیشتر نفوذ آورامنکو در استرالیا ناشی از کارگاه‌های عظیم او بود که دانش آموزان در سنین مختلف در آن شرکت می‌کردند.
مارینا برزوسکی در سال ۱۹۴۹ میلادی پس از اجرای برنامه‌های رقص با شرکت‌های رقص متعدد در اوکراین، به همراه همسرش به پرت، استرالیا نقل مکان کرد. او پس از همکاری گسترده با بالۀ استرالیای غربی و مدرسۀ بالۀ استرالیا، در سال ۱۹۷۰ میلادی شرکت رقص کلوبوک در ملبورن را تأسیس کرد و مدیر هنری و طراح رقص مقیم شد، و در پی آن تورهای موفقی در استرالیا توسط شرکت‌های گوناگون رقص فولکلورِ بین‌المللی برگزار کرد. هدف کلوبوک ایجاد بیان هنری به واسطۀ سنت‌های رقص متنوعی بود که توسط اوکراینی‌ها و سایر مهاجران به استرالیا آورده شده بود.
گروه رقص «کازاک‌های کوبان» در سال ۱۹۵۶ میلادی در ملبورن تشکیل شد و به رهبری واسیل و لیلی کوالنکو به دلیل اجرای رقص‌ها و آهنگ‌های کازاک اوکراینی به موفقیت‌های بین‌المللی دست یافتند. تا سال ۱۹۸۹ میلادی این گروه در ۱۳/۰۰۰ نمایش زنده در ۳۰ کشور ظاهر شد و در ۱۶۰ برنامۀ تلویزیونی ظاهر شد.

## سبک‌های منطقه‌ای رقص
زمانی که اجرای رقص فولکلور اوکراینی بر روی صحنه شروع شد، اساساً تغییر کرد، زیرا به شکل هنری جدیدی تبدیل شد: رقص-صحنۀ فولکلور اوکراینی. هنگامی که استادان رقص مانند ورخوینتس و آورامنکو شروع به جمع‌آوری رپرتواری از رقص‌ها و گشت و گذار در سرزمین‌های اوکراین با گروه‌های خود کردند، کارگاه‌هایی را در روستاها تدریس می‌کردند، تغییرات منطقه‌ای ذاتی که از طبیعت بداهه‌پردازانۀ رقص‌های فولکلور پیشامدرن اوکراین سرچشمه می‌گرفت، به آرامی کم رنگ شدند. انواع رقص‌هایی که در نقطه‌ای از کشور مشاهده می‌شد در سایر نقاط کشور اجرا می‌شدند و "رقص‌های اوکراینی" به گروهی همگن‌تر تبدیل می‌شدند.
اوکراین دارای مناطق قومیتی بسیاری است که بسیاری از آن‌ها موسیقی، گویش، فُرم لباس و مراحل رقص خود را دارند. با این حال، بورس تحصیلی ورخوینتس و آورامنکو بیشتر به روستاهای مرکزی اوکراین محدود بود. به تدریج، دیگران با تحقیق در مورد اشکال رقص اقوام مختلف غرب اوکراین، تخصیص بورس تحصیلی و تأسیس گروه‌های رقص منطقه‌ای، جای خالی این تحقیق را پر کردند. با این حال، بیشتر این تحقیقات پس از سفرهای ورخوینتس و اورامنکو در اوکراین انجام شد که منابع موجود دانش «رقص سنتی» را به روستاهای منزوی یا جوامع مهاجری که سرزمین‌های بومی خود را پیش از سفرهای ورخوینتس و آورامنکو ترک کردند، محدود کرد.
به دلیل گسترش و نفوذ آثار اولیه ورخوینتس و آورامنکو، اکثر رقص‌هایی که این مناطق قومی‌-فرهنگی را به نمایش می‌گذارند، همان‌ طور که توسط گروه‌های رقص-صحنۀ فولکلور دوران مدرن اوکراینی اجرا می‌شوند، هنوز مراحل اولیۀ بیهونتس و تینوک را در خود جای داده‌اند. اگرچه تغییرات جدیدی میان سبک‌های «منطقه‌ای» رقص در نتیجۀ آموزش‌ها و طراحی‌های رقص پیشرفته‌تر رواج یافته‌اند، اما رقص‌های داستانی (شخصیت‌ها)، مانند افسانه‌های پانتومیم، و رقص‌های آیینی صحنه‌، لزوماً به مناطق خاصی مرتبط نیستند.
لباس‌های صحنه‌ای که توسط گروه‌های رقص مدرن اوکراینی برگزیده شده‌اند، بر اساس لباس‌های سنتی هستند، اما تصویری ایده‌آل از زندگی روستایی را نشان می‌دهند؛ با رقصندگانی که لباس‌های یکسان در رنگ‌های پر جنب و جوش می‌پوشند که به واسطۀ طبع یا دوره خدشه‌دار نشده‌ است. در حالی که مراحل رقص، لباس‌ها و موسیقی از رقصی به رقص دیگر متفاوت است، مهم است که بدانیم بسیاری از این تغییرات ساختارهای رقصی مدرن هستند، با تغییراتی که توسط پیشرفت هنر بیش از توجه به حفظ سنت‌های فرهنگی انجام شده‌ است.
«رقص‌های منطقه‌ای» اوکراینی عبارتند از:

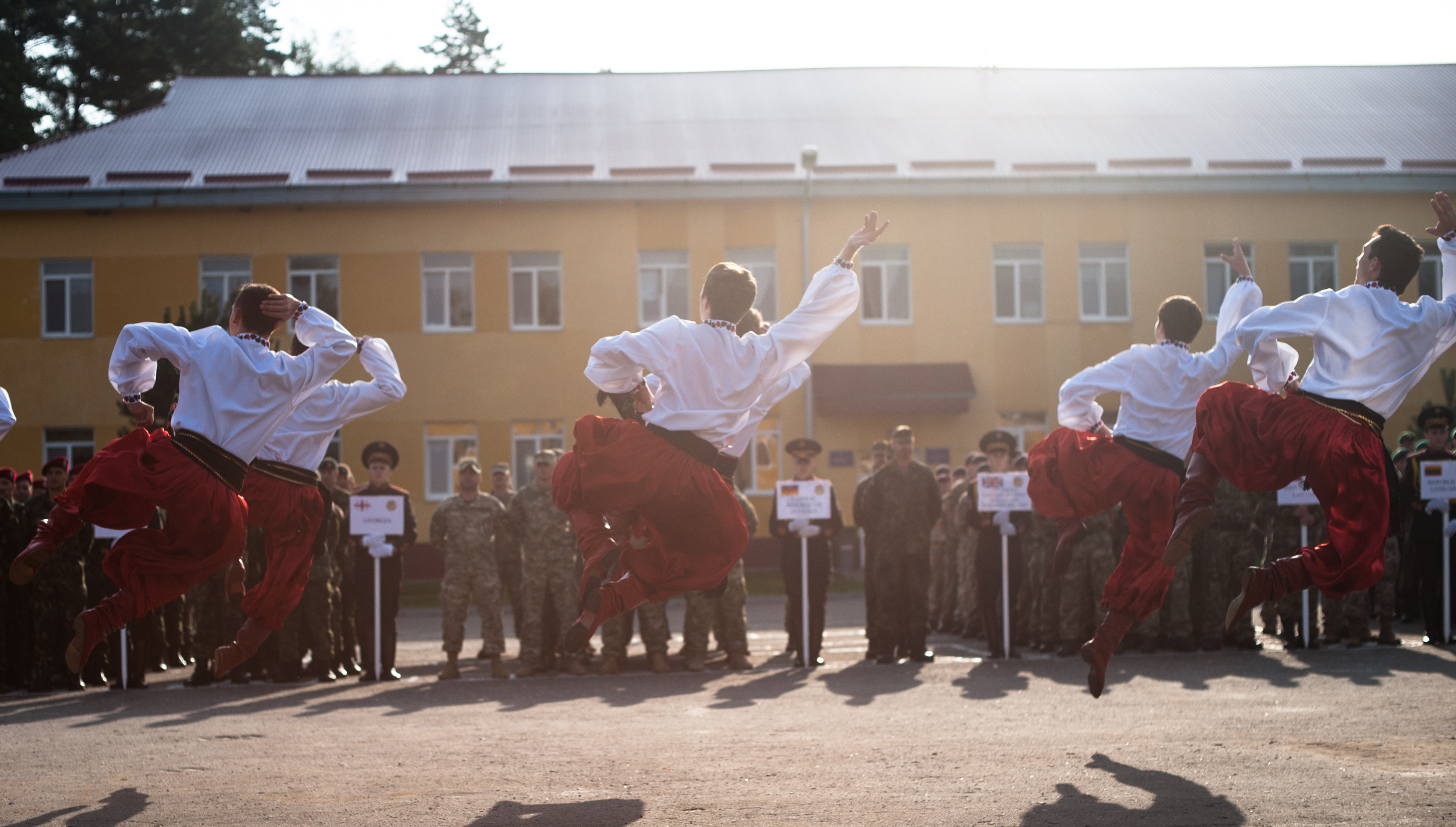
هوپاک کازاک، اجرا توسط: گروه رقص نظامی اوکراینی

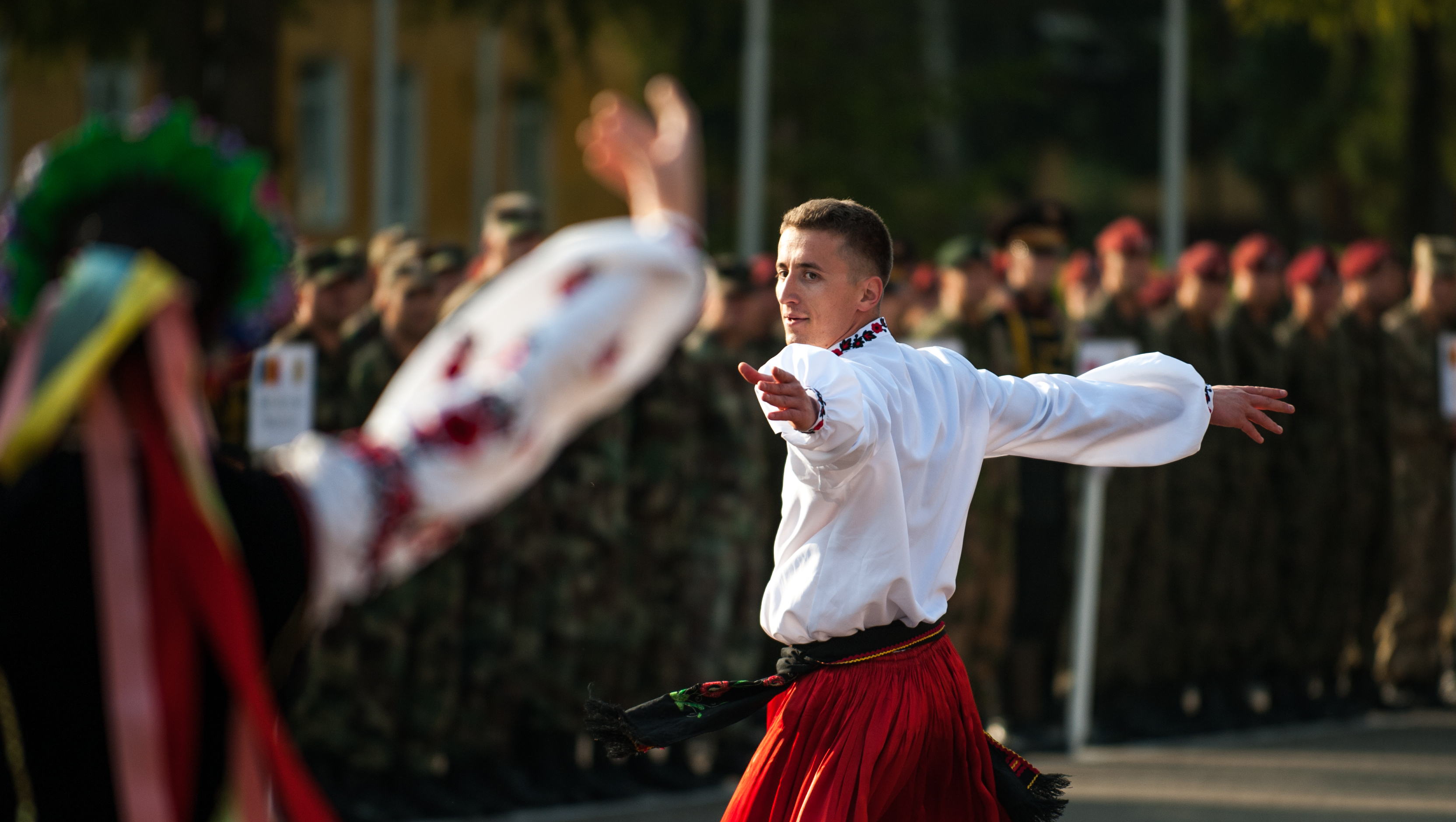
هوپاک کازاک، اجرا توسط: گروه رقص نظامی اوکراینی

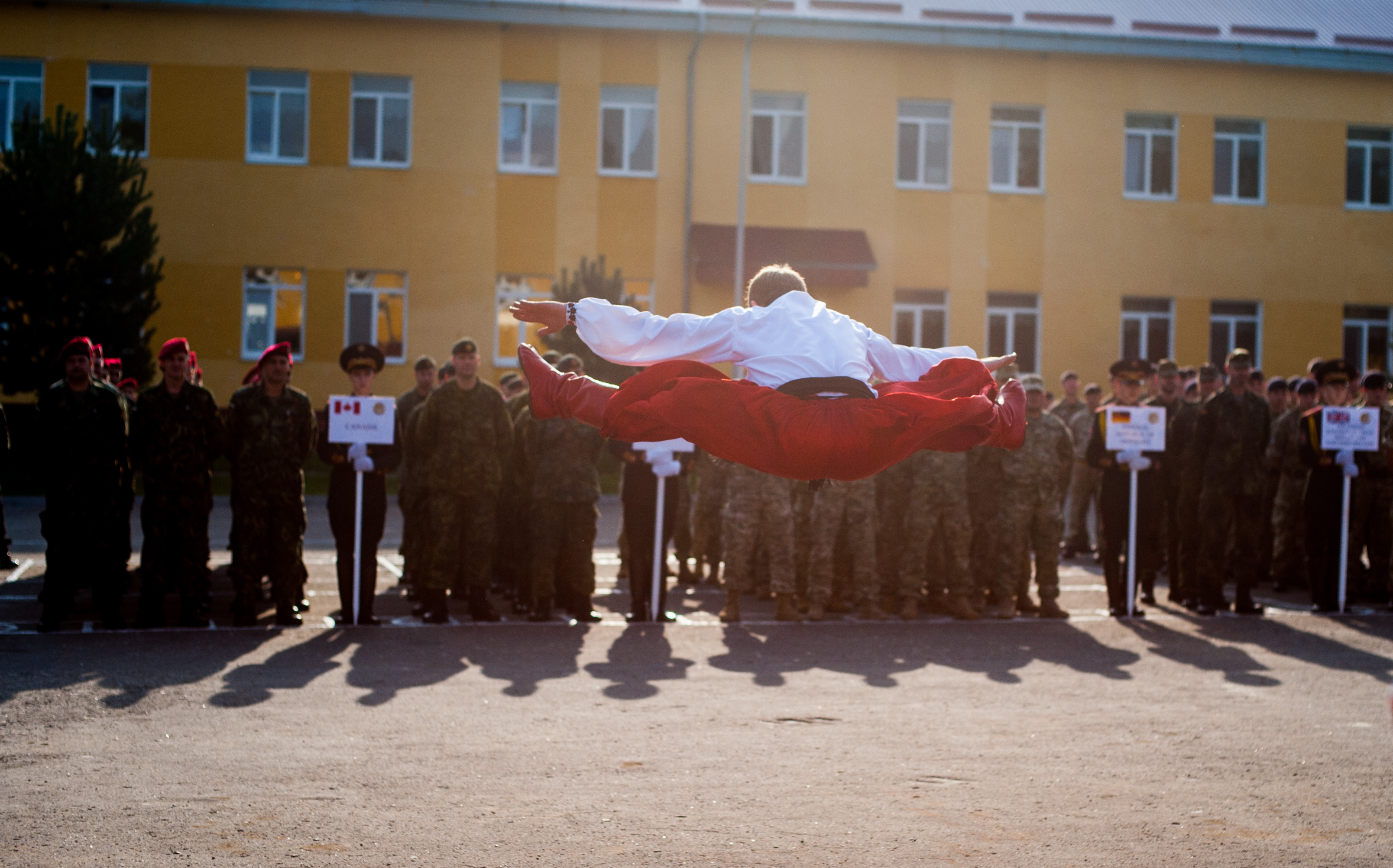
هوپاک کازاک، اجرا توسط: گروه رقص نظامی اوکراینی

- رقص‌های اوکراینی مرکزی یا کوزاک، نشان‌دهندۀ فرهنگ و سنت‌های کوزاک‌های هوپاک کازاک، اجرا توسط: گروه رقص نظامی اوکراینیاوکراینی (کوزاکی)، پولتاوا و دیگر سرزمین‌های مرکزی اوکراین در اطراف رودخانۀ دنیپر‌؛ این‌ها رقص‌هایی هستند که بیشتر با رقص اوکراینی مرتبط هستند. فرهنگ مرکزی و هوپاک کازاک، اجرا توسط: گروه رقص نظامی اوکراینیشرقی اوکراین تحت تأثیرات خارجی بسیاری به دلیل تجارت و تهاجم خارجی توسعه هوپاک کازاک، اجرا توسط: گروه رقص نظامی اوکراینی یافتند. بزرگترین نفوذ فرهنگی بومی، جامعه نیمه نظامی کوزاک‌ها بود که عشق آن‌ها به رقص‌های اجتماعی باعث ایجاد هوپاک (ویدئو در یوتیوب)، کوزاچوک (ویدئو در یوتیوب)، پوزونتس (ویدئو در یوتیوب)، چوماکی (ویدئو در یوتیوب) و بسیاری دیگر شد. لباس‌های مردانه برای این رقص‌ها بر اساس لباس کازاک‌ها، با چکمه، پیراهن راحت، حمایلی (پویاس) به دور کمر و شلوار سواری گشاد (شارواری) طراحی شده است. لوازم جانبی رایج شامل کت، کلاه و شمشیر است. لباس‌های زنانه تنوع ظریف‌تری دارند، زیرا بلوز زنانه معمولاً گل‌دوزی‌های بیشتری نسبت به پیراهن مردانه دارد، دامن (پلاختا) با طرح‌های هندسی و رنگ‌های گوناگون بافته می‌شود و تاجی از گل و روبان (وینوک) بر سر می‌گذارند. همۀ این قطعات می‌توانند از روستایی به روستای دیگر یا حتی بر اساس سنتی در یک خانواده متفاوت باشند، اگرچه اکثر گروه‌های حرفه‌ای به دلایل زیبایی‌شناختی لباس‌های یکسانی به اجراکنندگان می‌پوشانند. سبک این رقص ها آکروباتیک است و از نظر بدنی برای مردانی که اغلب به صورت انفرادی نمایش می‌دهند، سخت است. زنان به طور سنتی نقش‌های فرعی را ایفا می‌کردند و ظرافت و زیبایی را به نمایش می‌گذاشتند، در حالی که اغلب از نظر فنی به صورت هماهنگ می‌رقصیدند.
- رقص هاتسول، نشان‌دهندهٔ فرهنگ و سنت‌های هوتسولشچینا است. در حالی که رقص‌های هوتسولِ واسیل آورامنکو، تصویری نادرست از رقص‌های هوتسول‌ها (اهالی کوهستان که در کوه‌های کارپات زندگی می‌کنند)، ارائه می‌کرد؛ تقاضا برای تحقیقات بیشتر برای پر کردن شکاف‌های کار اولیۀ ورخوینتس، در نهایت باعث تجدید علاقه به آداب و سنن هوتسول شد. و به زودی گروه‌های رقص هوتسول و کارپاتی دومین سبک شناخته شدۀ رقص اوکراینی را توسعه دادند. رقص معروف منطقۀ پوکوتیا، کولومیکا (ویدئو در یوتیوب) است که از بزرگترین شهر منطقه، کولومیا نامگذاری شده‌ است؛ هوتسولکا (ویدئو ۱ در یوتیوب، ویدئو ۲ در یوتیوب). منطقۀ کوهستانی هوتسول اوکراین، هوتسولشچینا، در مجاورت مناطق رومانیایی بوکووینا و مارامورش است و این مناطق از نظر قومی و فرهنگی به هم مرتبط هستند. در به تصویر کشیدن رقص هوتسول‌ها، رقصندگان به‌طور سنتی موکاسین‌های چرمی معروف به پوستولی و جلیقه‌های تزئین شده به نام کپتاری را می‌پوشند. شلوار مردانه به اندازۀ لباس کازاک‌ها گشاد نیست و زنان دامنی می‌پوشند که از قطعه‌های جلو و پشت تشکیل شده و از کمر بسته شده‌ است. لباس‌های هوتسول به‌طور سنتی شامل گل‌دوزی‌های نارنجی، قهوه‌ای، سبز و زرد است. رقص‌های هوتسل به‌خاطر پرنشاط و پرانرژی بودن، مشخصهٔ آن کوبیدن سریع و حرکت پیچیدۀ پا، همراه با حرکات عمودی نشست و برخاست چابک است. یک رقص معروف دیگر هوتسول، آرکان ['کمند'، رجوع کنید به  آرکان (رقص رومانیایی)]، است که در آن مردان دور آتش می‌رقصند.
- رقص‌های فرای کارپات، نشان‌دهندۀ فرهنگ و سنت‌های زاکارپاتیای اوکراین است. رقص‌های این منطقه به حرکات رفت و برگشت گردشی وسیع و لباس‌های رنگارنگ معروف هستند که حرکت عمومی آن «جهش» است. رقصِ امضای این منطقه برزنیانکا است.
- رقص‌های بوکووینایی، نشان‌دهنده فرهنگ و سنت‌های منطقۀ بوکووینا، یک گذرگاه کوهستانی میان اوکراین و رومانی است که از لحاظ تاریخی توسط شاهزادۀ رومانیایی مولداوی، و همچنین امپراتوری هابسبورگ و تاتارها اداره می‌شود. رقص‌های اوکراینی که موسیقی و رقص بوکووینایی را به تصویر می‌کشد، مملو از دوگانگی و مضامین متضاد است که شاید بازتابی از تاریخ سیاسی منطقه باشد. در این رقص‌ها، زن و مرد، انواع پایکوبی را اجرا می‌کنند. معمولاً سربندهای دخترانه بسیار متمایز است و از ساقه‌های بلند گندم، پرهای شترمرغ یا سایر برآمدگی‌های منحصر به فرد تشکیل شده است. گل‌دوزی روی بلوزها و پیراهن‌ها معمولاً با نخ‌های تیره‌تر و سنگین‌تر دوخته می‌شود و دامن‌های زنانه گاهی در جلو باز می‌شوند و زیرپیراهن‌های گل‌دوزی شده را نمایان می‌کنند.
- رقص‌های وولین، که نشان‌دهندۀ فرهنگ و سنت‌های وولینیا است. این منطقه در شمال غربی اوکراین واقع شده‌ است. لباس‌های نمایشگر که توسط رقصندگان اوکراینی پوشیده می‌شوند، درخشان و پر جنب و جوش هستند، در حالی که مراحل رقص با پرش‌های پرانرژی، پاهای بلند و بازوهای پر جنب و جوش مشخص می‌شوند. رقص‌های این منطقه به دلیل نزدیکی جغرافیایی وولین با لهستان و حاکمیت گستردۀ لهستان بر این منطقه، تحت تأثیر رقص‌های سنتی لهستان قرار گرفته‌ است.
- رقص‌های پولیسیایی، نشان‌دهندۀ فرهنگ و سنت‌های پولیسیا است. مراحل رقص پولیسیایی که توسط رقصندگان اوکراینی به تصویر کشیده می‌شود، مشخصاً بسیار جهشی و با تأکید بر حرکت بلند زانو است. لباس‌ها اغلب شامل رنگ‌های سفید، قرمز و بژ به عنوان رنگ‌های اصلی هستند و دختران اغلب پیش‌بند می‌پوشند. رقص محبوب پولیسیایی مازوروچکی نامیده می‌شود.
- رقص لمکو، نشان‌دهندۀ فرهنگ و سنت‌های لمکیوشچینا است. منطقۀ قوم‌شناختی لمکوها عمدتاً در لهستان قرار دارد و بخش کوچکی از آن در مرزهای فعلی اوکراین قرار دارد. مردم لمکو که نسبتاً نژادی جدا شده‌ از اوکراینی‌ها هستند، سبک زندگی و قوم‌‌شناختی منحصر به‌ فردی دارند، مانند زندگی هوتسول‌ها، که طراحان رقص اوکراینی از به تصویر کشیدن آن لذت می‌برند. لباس‌های رقص معمولاً مردان و زنان را با جلیقه‌های کوتاه به تصویر می‌کشند که نشانی از سبک رقص سبکبال و در عین حال پر جنب و جوش است.
- رقص پودیلیایی، نشان‌دهندۀ فرهنگ و سنت‌های پودیلیا است.
- رقص بویکو، نشان‌دهندۀ فرهنگ و سنت‌های بویکیوشچینا است.
- رقص کولی‌ها، نشان‌دهندۀ فرهنگ و سنت‌های اوکراینی تسیهانی: مردم رومانی برای قرن‌ها در اوکراین زندگی می‌کنند. ساکنان کوه‌های کارپات حتی گویش زبان رومی و آداب و رسوم و رقص‌های سنتی محدود به روستاهای خود را توسعه داده‌اند. بسیاری از گروه‌های رقص فولکلور اوکراینی رقص‌های سبک تسیهانس‌کی ("کولی") را در کارنامۀ خود گنجانده‌اند (ویدئو ۱ در یوتیوب)، (ویدئو ۲ در یوتیوب).